# Тараканово (Красногорський район)
Тарака́ново (рос. Тараканово) — присілок в Красногорському районі Удмуртії, Росія.

## Населення
Населення — 67 осіб (2010; 62 в 2002).
Національний склад станом на 2002 рік:
- удмурти — 95 %